# G1 (ラジオ番組)
G1（グレードワン）は、静岡放送（SBSラジオ）で2001年10月5日から2008年9月27日にかけて放送された公営競技（競馬、競輪、競艇、オートレース）に焦点を当てたラジオ番組である。

## 概要
直近1週間の公営競技をめぐる様々な動きについてのレポートや、ビッグレースの情報などを提供していた。
2008年4月の番組改編から、30分から15分に縮小された。

## 出演者
パーソナリティ
- 岡村久則 - 静岡放送アナウンサー

アシスタント
- 守屋知栄（ - 2007年9月）
- 赤堀えみ子（2007年10月 - 2008年3月）